# Лордоз
Лордо́з (грец. λορδός «зігнутий, сутулий») — вигин хребта в сагітальній площині, звернений опуклістю вперед; антонім кіфозу.

## Види лордозу
- Фізіологічний лордоз формується в шийному і поперековому відділах хребта на першому році життя, забезпечуючи компенсацію фізіологічного кіфозу.
- Патологічний лордоз частіше формується на тому ж рівні, що і фізіологічний, і значно рідше на рівні грудного кіфозу. Розрізняють первинний і вторинний патологічний лордоз:

- Первинний обумовлений патологією хребта (спондилолістезом, вадами розвитку, пухлинами або запальним процесом), а також контрактурою клубово-поперекового м'яза або торсіонним спазмом м'язів спини.
- Вторинний патологічний (компенсаторний) зазвичай є симптомом природженого або патологічного вивиху стегна, згинальної контрактури або анкілозу кульшового суглоба у хибному положенні.

- Виражений лордоз
- Паралітичний лордоз
- Поперековий лордоз
- Шийний лордоз

## Причини виникнення патологічного лордозу
Причиною виникнення лордозу зазвичай є вивихи в тазостегнових суглобах, оскільки при цьому вертикальне положення тіла призводить до зміщення центру тяжіння вперед — утримуючи рівновагу, тулуб перегинається в попереку. Іншим фактором може стати надмірна вага, зокрема надмірне відкладення жиру в ділянці живота.

## Симптоми патологічного лордозу
При лордотичній поставі голова висунута вперед, грудна клітка плоска, переходить у великий живіт, плечі висунуті вперед, а ноги розсунуті в колінних суглобах. Внаслідок цього виникає перенапруження хребта, розтягування його м'язів і зв'язок, що супроводжується болями і обмеженням рухливості. Крім того, це захворювання ускладнює нормальну роботу серця, легень, шлунково-кишкового тракту. У пацієнтів, які страждають лордозом, спостерігаються порушення обміну речовин і загальне погіршення стану, швидка стомлюваність.

## Лікування патологічного лордозу
Лордоз потребує комплексного лікування, яке може включати носіння бандажа, спеціальний масаж, гімнастичні вправи. Також необхідно враховувати супутні захворювання, оскільки вони могли послужити причиною розвитку викривлення хребта.

## Позиція спарювання
Лордоз у сексуальному контексті є природним положенням для сексуальної сприйнятливості у самок ссавців. Положенню лордозу сприяють певні стимулюючі фактори, такі як дотику або запах. Наприклад, самки хом'яків, які перебувають у стані гормонального збудження, при дотику самця до боків демонструють підвищений лордоз: вигинають спину і піднімають таз.